# Raimonds Vilde
Raimonds Vilde (Riga, 19 de agosto de 1962) é um ex-jogador de voleibol da Letônia que competiu pela União Soviética nos Jogos Olímpicos de 1988.
Em 1988, ele fez parte do time soviético que conquistou a medalha de prata no torneio olímpico, no qual atuou em seis partidas.